# Massa Lubrense
Massa Lubrense (Massa in napoletano) è un comune italiano di 14 105 abitanti della città metropolitana di Napoli in Campania.

## Geografia fisica
Il centro urbano è dove sorge il palazzo del municipio, è situato sulla penisola sorrentina, al confine con la Costiera amalfitana.

## Storia

### Simboli
Lo stemma e il gonfalone del comune di Massa Lubrense sono stati concessi con decreto del presidente della Repubblica n. 4052 del 19 luglio 1986.
Nello stemma è raffigurata l'immagine della Vergine della Lobra.
Il gonfalone è un drappo di azzurro.

### Referendum del 1946
In occasione del Referendum del 2-3 giugno 1946, nel quale fu decisa la Nascita della Repubblica Italiana, il Comune di Massa Lubrense registró la più alta percentuale di voti favorevoli alla monarchia. Si registrarono infatti 4 525 voti (pari al 97,3% del totale) per il mantenimento della forma monarchica, contro 126 a favore della Repubblica.

## Monumenti e luoghi d'interesse

### Architetture religiose
- Chiesa di Santa Maria delle Grazie
- Chiesa di Santa Maria delle Grazie (Sant'Agata sui Due Golfi)
- Chiesa di Santa Teresa. Sita in via Roma, contiene un magnifico pavimento maiolicato settecentesco e una pala d'altare attribuita a Luca Giordano[9].

### Aree naturali
La baia di Ieranto
L'Area marina protetta di punta Campanella impedisce l'accesso alla baia di Ieranto a tutte le imbarcazioni a motore perché la baia si trova in una zona B, cioè con un livello intermedio di protezione. L'accesso è ciononostante consentito alle imbarcazioni senza motore come i kayak. Alla baia è anche possibile arrivare tramite un sentiero che parte da Nerano.
Parco marino di Punta Campanella
L'Area marina protetta Punta Campanella è stata creata nel 1997 per tutelare il patrimonio naturale delle acque intorno alla penisola e sviluppare un turismo sostenibile intorno a queste. Le sue attività sono anche portate sulla conservazione marina, la ricerca scientifica, e le attività di educazione. La sua sede si trova a Massa Lubrense, nella torre di guardia del Cinquecento.
Marina della Lobra

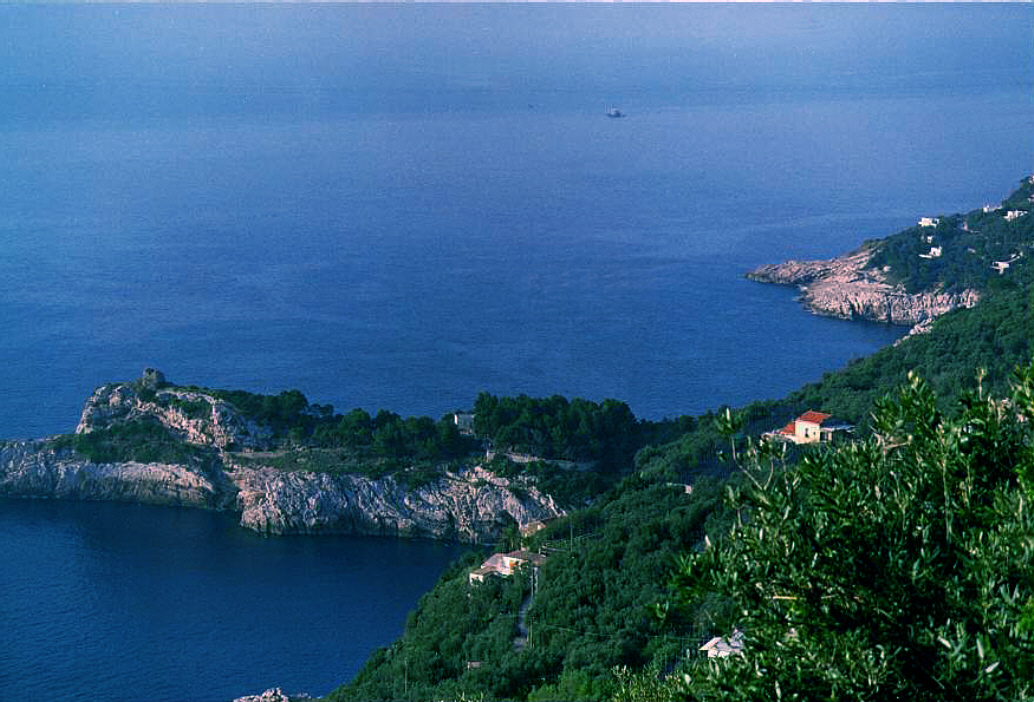
Punta San Lorenzo a Massalubrense

È situata su un piccolo tratto della Penisola sorrentina e in particolare costituisce il piccolo porto del comune di Massa Lubrense. Essa prende il nome dall'antica chiesa sovrastante, dedicata alla Madonna della Lobra, protettrice del luogo. Il piccolo porto si presenta come un'insenatura naturale che ospita molteplici imbarcazioni da diporto e da pesca, nonché un Circolo Nautico dal 1973. Il luogo si caratterizza anche per le costruzioni, ancora in stile mediterraneo, che si armonizzano pienamente con il paesaggio circostante e richiamano alla semplicità della vita del borgo antico, ma che oggi ospitano numerosi villeggianti.
Scoglio del Vervece
Davanti al porto della Marina della Lobra, vi è un isolotto, detto il Vervece, dove a settembre ha luogo una cerimonia con celebrazione della Messa sullo scoglio cui assistono centinaia di imbarcazioni locali e non, con deposizione di corone di fiori sulla statua della Madonna collocata sul fondale a circa 11 m di profondità, nei pressi dello scoglio, in memoria di tutti gli scomparsi in mare, specialmente sommozzatori.

## Società

### Evoluzione demografica
Abitanti censiti

## Cultura

### Nell'architettura contemporanea

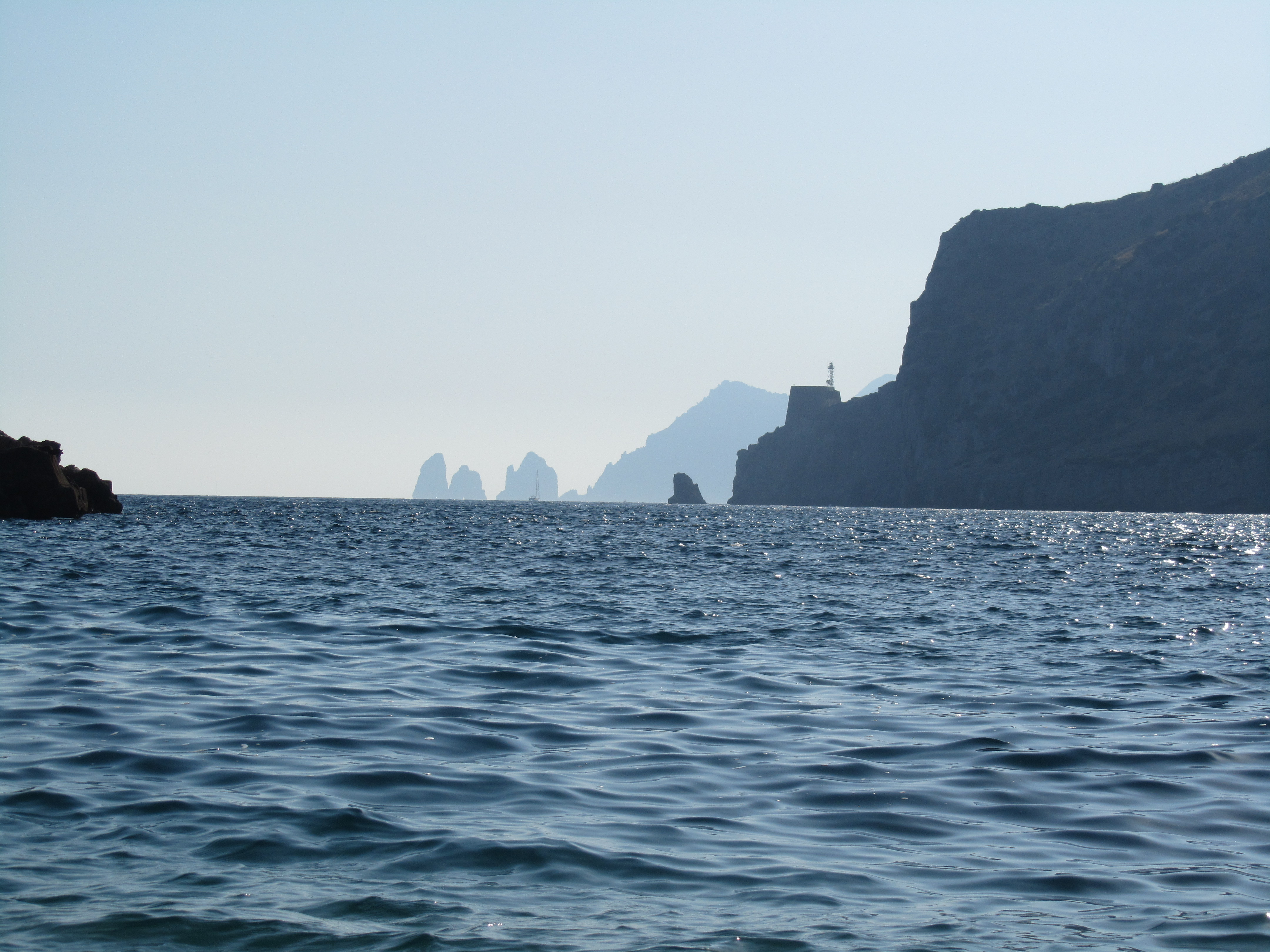
I Faraglioni di Capri visti dalla spiaggia di Ieranto

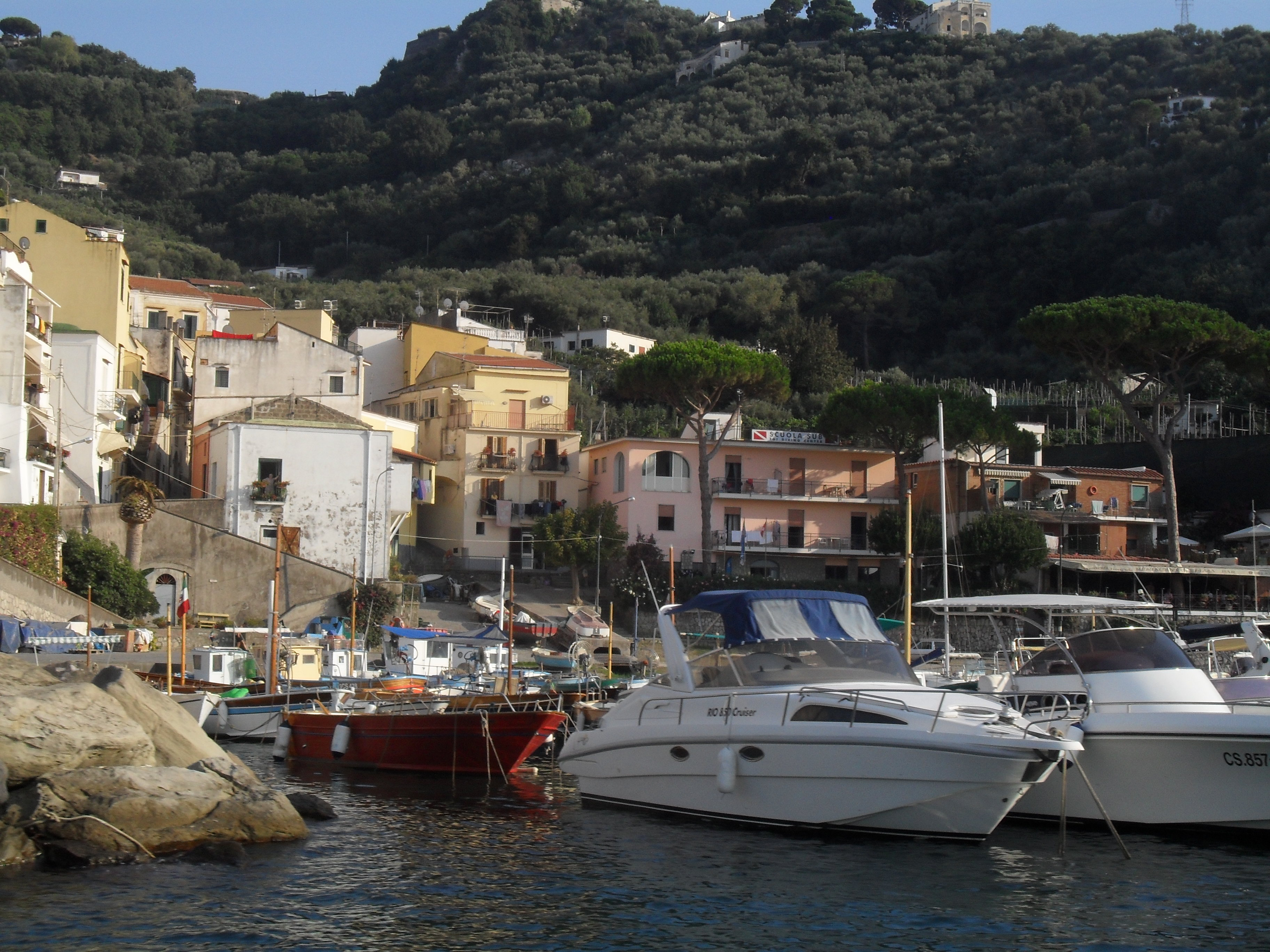
Borgo di Massa Lubrense

Nella frazione di Nerano sorge la villa costruita dall'architetto Arrigo Marsiglia come propria residenza.

Villa a Nerano di Arrigo Marsiglia. Foto di Paolo Monti, 1966.
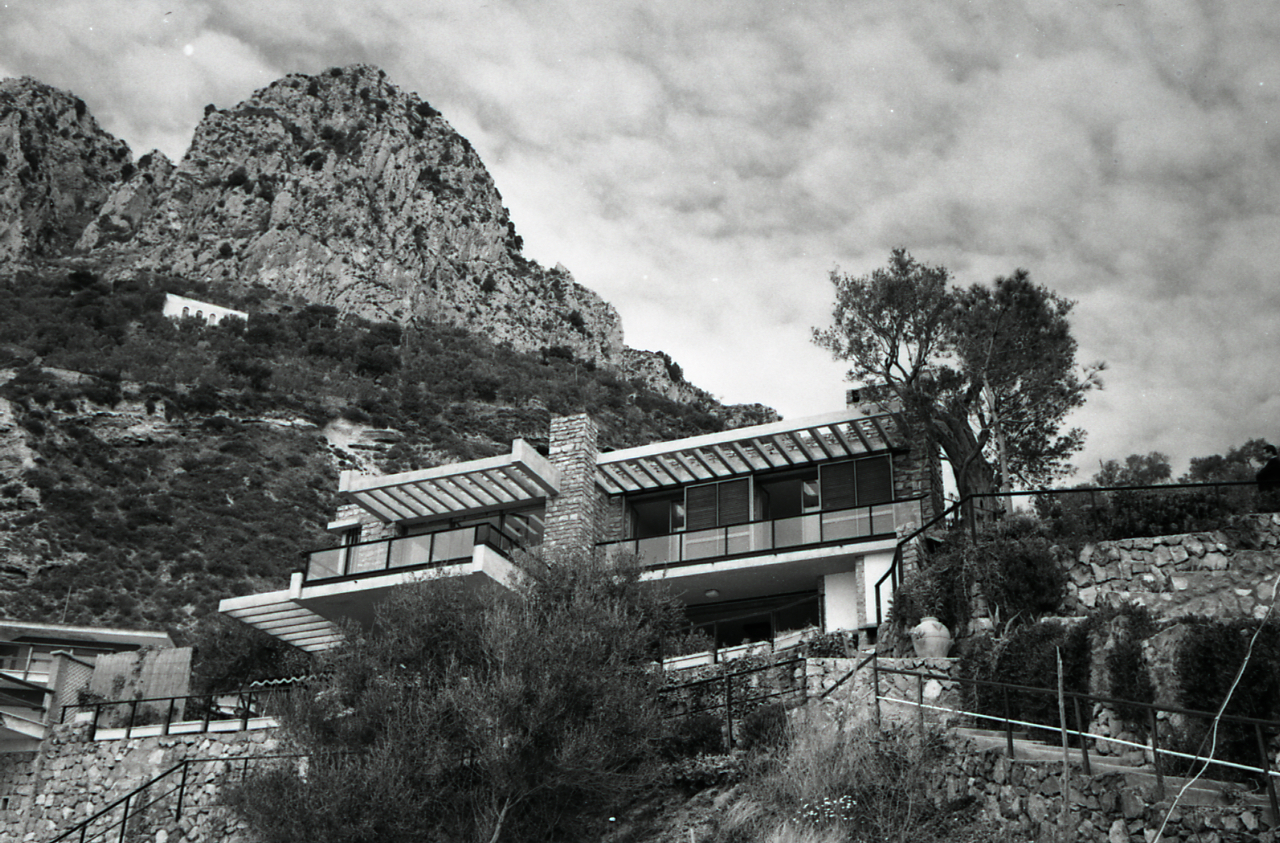
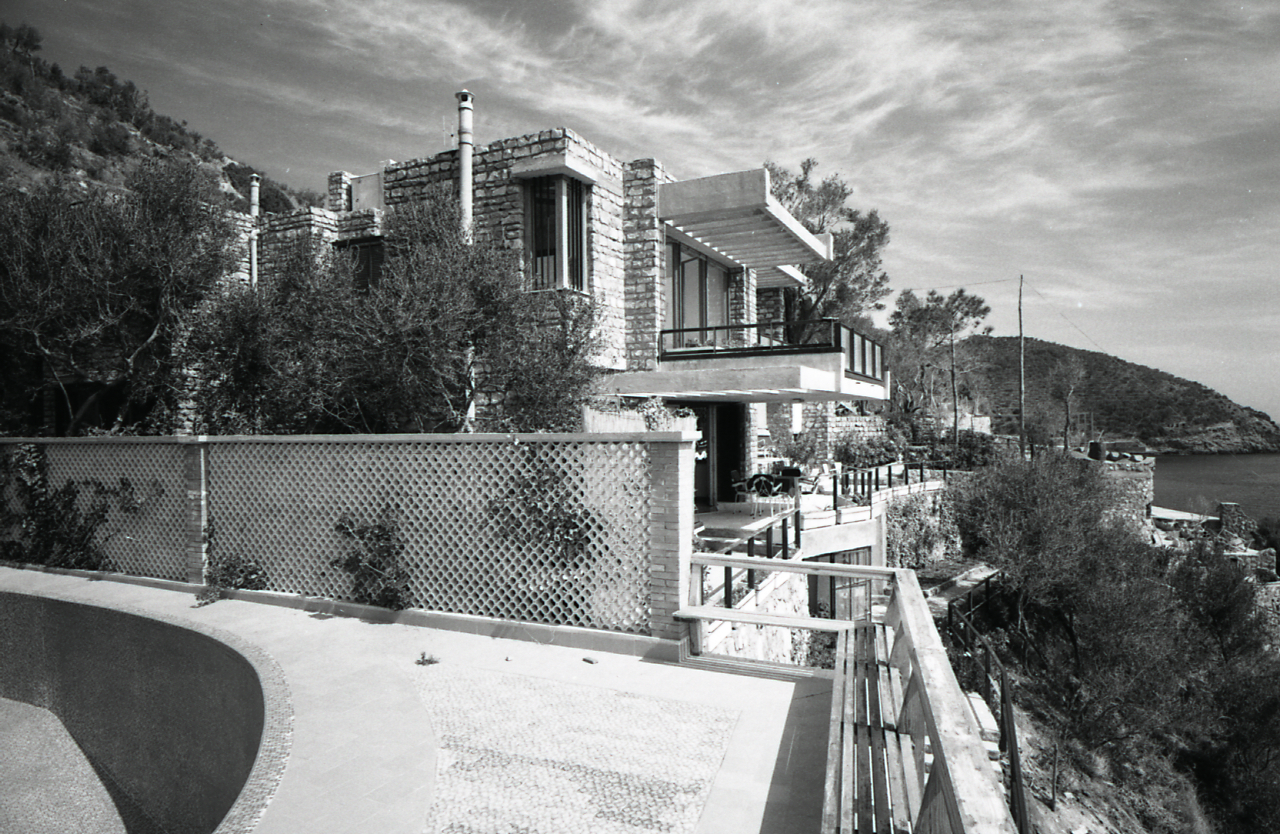
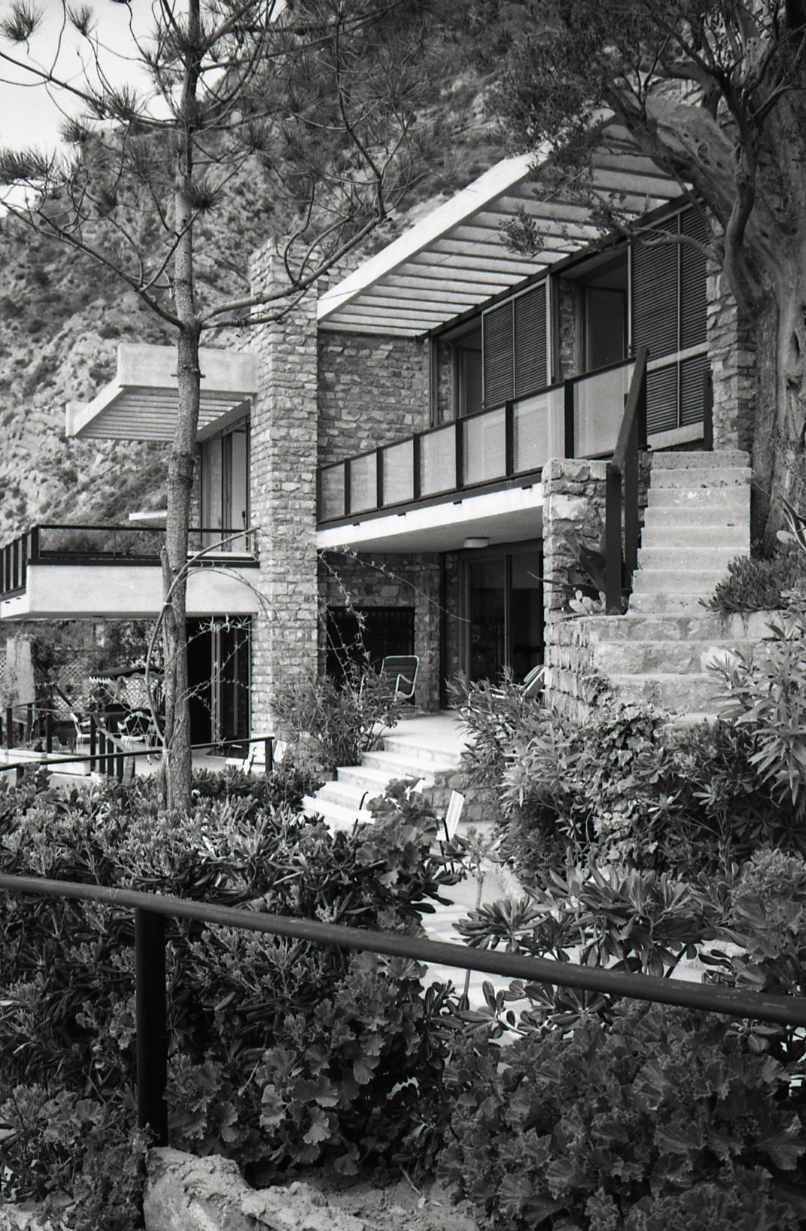
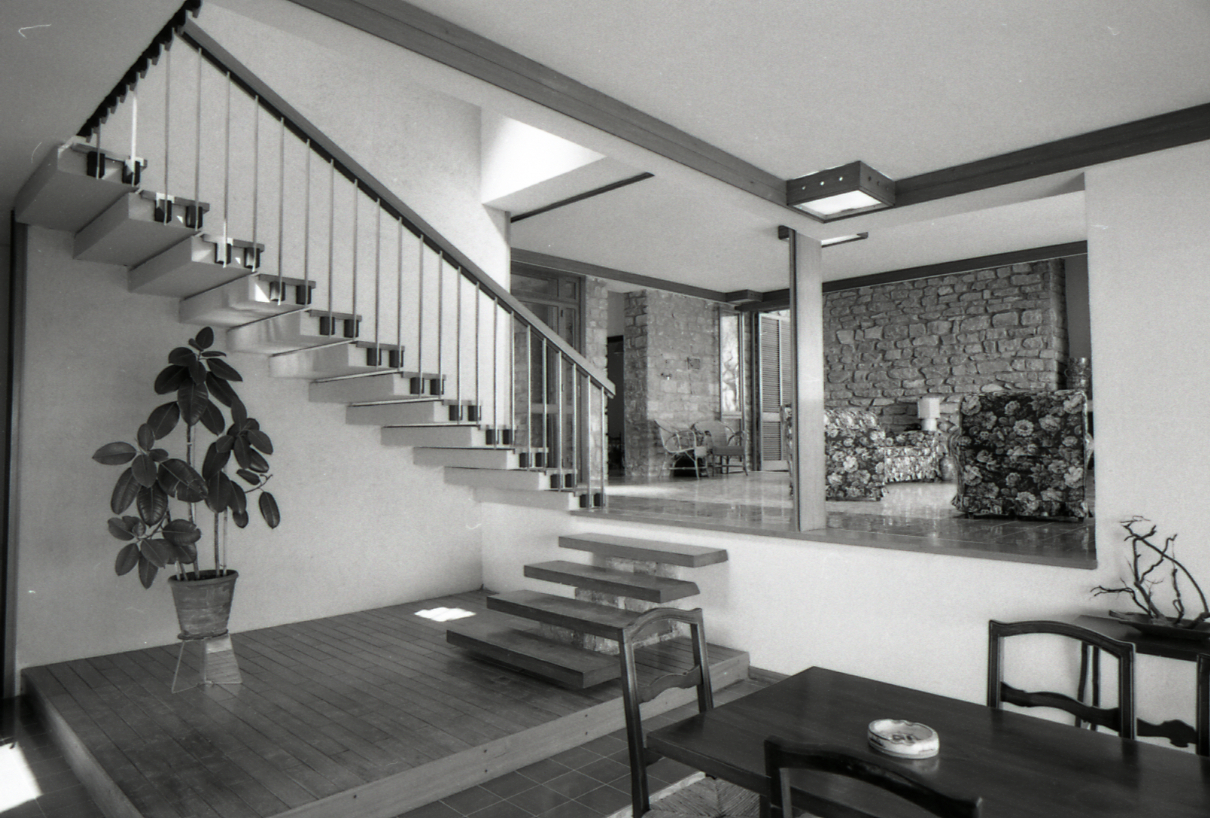

### Nella fiction italiana
Dal 2006 al 2009 Massa Lubrense è stata la location della serie televisiva Un posto al sole d'estate, prodotta da Rai Fiction e Grundy Italia e andata in onda nel periodo estivo su Raitre.
Alcune puntate della fiction Capri sono state registrate a Massa Lubrense.

## Geografia antropica

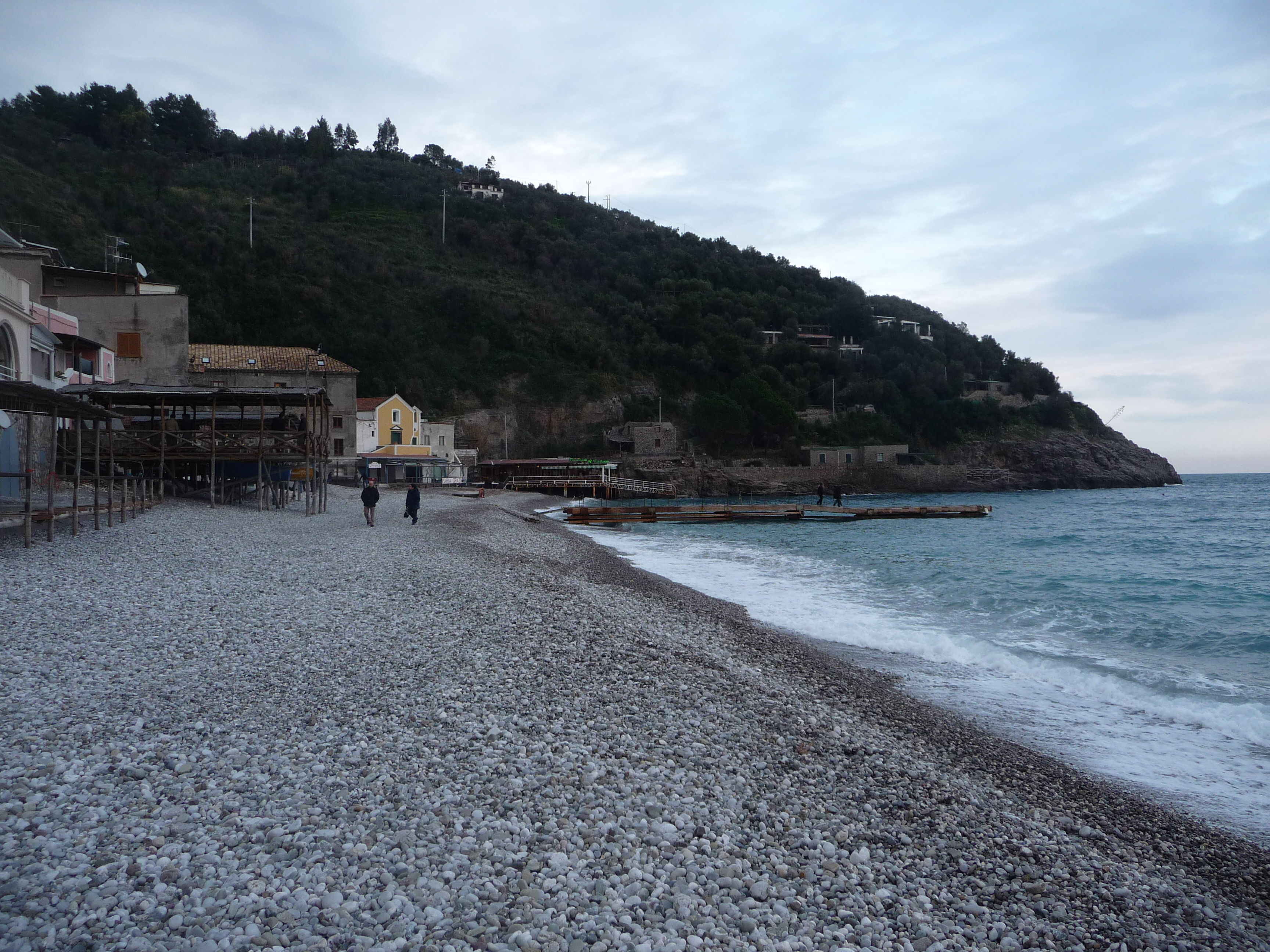
Spiaggia di Nerano

### Frazioni
- Annunziata
- Acquara
- Villaggio Casa
- Marina del Cantone
- Marina della Lobra
- Marciano
- Marina di Puolo

- Massa centro
- Metrano
- Monticchio
- Nerano
- Pastena
- Schiazzano
- San Francesco
- Santa Maria della Neve

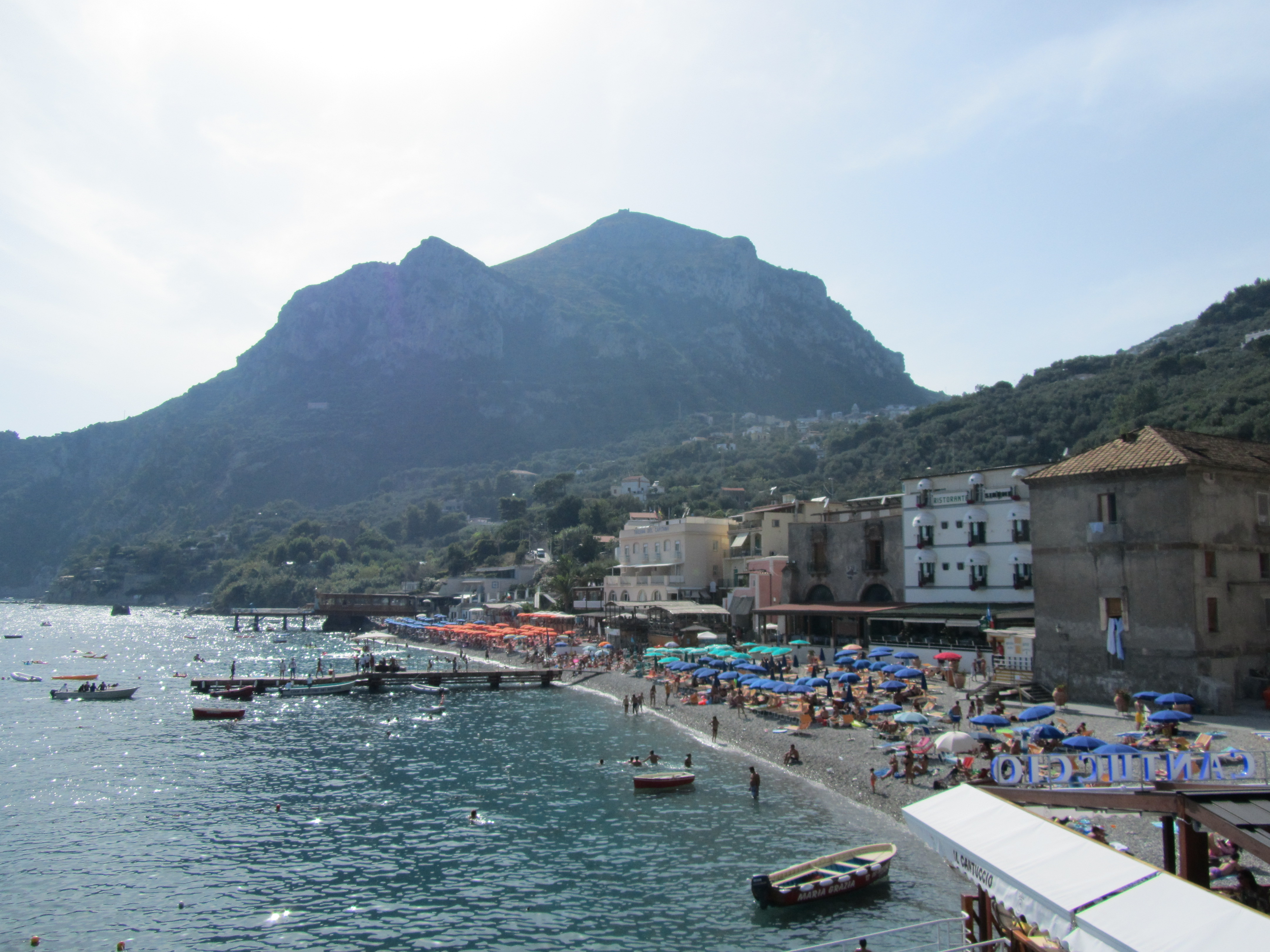
Marina del cantone - spiaggia

- Sant'Agata sui Due Golfi - È uno dei centri più suggestivi della penisola, che deve il nome alla sua caratteristica di affacciarsi su due golfi: quello di Napoli e quello di Salerno.
- Termini - La frazione Termini si trova sulla Punta Campanella propaggine estrema della penisola.
- Torca - Caratterizzata dalla bellezza dei paesaggi.

## Amministrazione

### Sindaci di Massa Lubrense dal dopo-guerra
- 02-12-1946 G.Battista Starace
- 11-06-1952 Luigi Iaccarino
- 14-06-1956 Pasquale Persico (4 mandati)
- 09-04-1977 Alfonso Gargiulo (2 mandati)
- 03-02-1983 Nino Coppola
- 25-07-1985 Tommaso Staiano (3 mandati)

| Periodo    | Periodo    | Primo cittadino    | Partito | Carica  | Note                        |
| ---------- | ---------- | ------------------ | ------- | ------- | --------------------------- |
| 19 11 1995 | 2000       | Alfonso Gargiulo   |         | Sindaco |                             |
| 2000       | 2005       | Antonio Mosca      |         | Sindaco |                             |
| 2005       | 2015       | Leone Gargiulo     |         | Sindaco |                             |
| 01-06-2015 | 08-05-2025 | Lorenzo Balducelli |         | Sindaco | Deceduto in data 08-05-2025 |

### Altre informazioni amministrative
Le competenze in materia di difesa del suolo sono delegate dalla Campania all'Autorità di bacino regionale Destra Sele.
L'unico C.A.P. del comune e delle sue frazioni è 80061 dal 2010 .
Questi sono i precedenti C.A.P. assegnati:
- 80061 Massa Lubrense (comprende il capoluogo, Marciano, Marina di Lobra e Marina di Puolo)
- 80060 Monticchio di Massa Lubrense (Monticchio),
- 80064 Sant'Agata sui Due Golfi (Sant'Agata sui Due Golfi)
- 80068 Termini (Termini)

## Sport
- L'A.S. Massa Lubrense Calcio milita in Eccellenza campana. È nata nel 1962.
- La Polisportiva Sant'Agata di pallavolo milita in serie C Femminile.
- La Folgore Massa di pallavolo milita in serie A3 maschile.
- L'A.S.D. Atletico Sant'Agata calcio giovanile dal 2014.